# Reich und Schön
Reich und Schön (Originaltitel: The Bold and the Beautiful) ist eine US-amerikanische Daily Soap, die seit dem 23. März 1987 auf dem US-Sender CBS ausgestrahlt wird und von William J. Bell und Lee Phillip Bell entwickelt wurde.
In der Hochphase ihrer Popularität in den 1990er Jahren war die Serie neben Dallas und Baywatch mit geschätzten 450 Mio. Zuschauern eine der meistgesehenen Serien der Welt und lief in über 100 Ländern. Diese Zahlen sind inzwischen deutlich gesunken, dennoch gilt die Serie nach mehr als 9500 Folgen noch als erfolgreichste Soap der Welt. Bei den Fernseh-Oscars, den Daytime Emmy Awards, wurde Reich und Schön 2009, 2010 und 2011 als Beste Serie ausgezeichnet.

## Inhaltsübersicht
Im Zentrum der Handlungen steht das international erfolgreiche Modeunternehmen Forrester Creations, das von Stephanie und Eric Forrester gegründet wurde, sowie deren erwachsene Kinder Ridge, Thorne, Kristen und Felicia. Auf der anderen Seite steht die Familie Logan – primär vertreten durch die älteste Tochter Brooke –, welche sich aus einfachen Verhältnissen durch Arbeitsleistungen wie auch Hochzeiten gesellschaftlich nach oben gearbeitet hat.
Seit der ersten Folge ist die Liebesgeschichte um Brooke Logan Forrester (Katherine Kelly Lang) und Ridge Forrester (1. Besetzung Ronn Moss, 2. Besetzung Thorsten Kaye) eine der Hauptstorylines der Soap. Obwohl die beiden wie füreinander geschaffen sind, werden sie miteinander nicht glücklich. Immer wieder reißt das Schicksal sie auseinander. Zunächst standen Ridges Gefühle für Caroline Spencer Forrester (Joanna Johnson), der Frau seines Bruders Thorne Forrester (1. Besetzung: Clayton Norcross, 2. Besetzung: Jeff Trachta, 3. Besetzung: Winsor Harmon), zwischen ihnen. Aber auch nach deren tragischem Krebstod kamen die beiden nicht zusammen. Während sich Ridge in Carolines Ärztin, Dr. Taylor Hayes Forrester (Hunter Tylo) verliebte, war Brooke inzwischen mit Ridges Vater Eric Forrester (John McCook) verheiratet. Mit Matriarchin Stephanie Douglas Forrester (Susan Flannery) verband Brooke nicht zuletzt deswegen eine lebenslange Rivalität, wobei die Frauen schließlich kurz vor Stephanies tragischem Serientod im Jahr 2012 ihren Frieden geschlossen haben. Die beiden Forrester-Töchter Felicia (1. Besetzung: Colleen Dion, 2. Besetzung: Lesli Kay) und Kristen (1. Besetzung: Terri Ann Linn, 2. Besetzung: Tracy Lindsey Melchior) und ihre Liebesgeschichten standen ebenfalls in den ersten Jahren im Vordergrund, bis sie beide die Serie Anfang der 1990er-Jahre verließen und die folgenden Jahre meist nur zu besonderen familiären Anlässen nach Los Angeles zurückkehrten. Im neuen Jahrtausend blieben beide unabhängig voneinander für längere Zeit wieder in der Stadt.
Für Brooke und Ridge gab es auch nach über zehn Jahren keine Zukunft: Brooke verlobte sich zwischenzeitlich mit dem Psychologen Dr. James Warwick (Ian Buchanan), ehelichte den neuen Chefdesigner von Forrester Creations, Grant Chambers (Charles Grant), bis sie sich Ridges Bruder Thorne zuwandte. So wurde in den Vereinigten Staaten die Story um Brooke und Ridge 1999 nach zwölf Jahren gestoppt, doch bereits 2001 wieder aufgenommen. Ridge und Brooke heirateten mehrfach im Laufe der Jahre, ließen sich genauso oft wieder scheiden, denn schließlich kehrte Ridge immer wieder zur bereits zweimal für tot erklärten Taylor zurück. Mit Taylor hat Ridge die Zwillingstöchter Phoebe (Mackenzie Mauzy) und Steffy (Jacqueline MacInnes Wood) sowie Thomas (unter anderem Drew Tyler Bell, später Adam Gregory), die ab 2004 erste Handlungen hatten.
Aber auch Brookes Sohn Rick (von 1997–1999 Jacob Young, von 1999 bis 2006 Justin Torkildsen, von 2007 bis März 2011 Kyle Lowder und seit 2012 wieder Jacob Young) und ihre Tochter Bridget (Jennifer Finnigan und von 2004 bis 2012 Ashley Jones) standen seit 1998 mit ihren tragischen Liebesverwicklungen im Mittelpunkt der Soap. Bedeutende Spieler hierbei waren Amber Moore (Adrienne Frantz) und Deacon Sharpe (Sean Kanan), die zeitweilig sogar bis nach Genoa City zur „Schwesternserie“ Schatten der Leidenschaft (The Young and the Restless) wechselten. Den umgekehrten Weg ging es für Sheila Carter (Kimberlin Brown) und Lauren Fenmore (Tracey E. Bregman), die in den 1990er Jahren eine legendäre Feindschaft pflegten.
In den ersten beiden Jahren von Reich und Schön war die Familie Logan das Gegengewicht zu den reichen Forresters, da sie eben eine typische amerikanische Familie der Mittelschicht darstellte: So zog Mutter Beth (1. Besetzung: Judith Baldwin, 2. Besetzung: Nancy Burnett, wurde zeitweise von Marla Adams ersetzt) mit der Unterstützung der herzigen Grandma Helen Logan (Lesley Woods) neben Brooke auch noch deren älteren Bruder Storm (1. Besetzung: John Ethan Wayne, 2. Besetzung: Brian Patrick Clarke), ihre jüngere Schwester Donna (Carrie Mitchum) und das Nesthäkchen Katie (Nancy Sloan) groß. 1988 kehrte schließlich Beths Ehemann Steven (1. Besetzung: Robert Pine, 2. Besetzung: Patrick Duffy) nach vielen Jahren Abstinenz wieder heim zu seiner Familie. Doch seit 1989 wurden die Logans – außer natürlich Brooke – aus der Serie herausgeschrieben, da fortan der Spectra-Clan als Gegenpart zur Familie Forrester aufgebaut wurde. Wenig später wurde auch die Familie Spencer um Verlagsmogul Bill Spencer (Jim Storm) aus der Serie herausgeschrieben, um in den Folgejahren das Hauptaugenmerk auf die Familien Spectra und Forrester zu legen.
Die anfänglich als Nebenrolle konzipierte Modehauschefin Sally Spectra (Darlene Conley), die eine berufliche und persönliche Rivalität vor allem mit Stephanie Forrester verbindet, wurde bald durch ihre Tochter Macy Alexander Forrester (Bobbie Eakes), ihre Assistentin Darla Einstein Forrester (Schae Harrison) und ihre rechte Hand, den 1996 verstorbenen Schneider Saul Feinberg (Michael Fox), ergänzt. Auch Sallys Sohn C.J. Garrison (unter anderem Mick Cain) aus der Ehe mit Designer Clarke Garrison (Daniel McVicar) vervollständigte bald den Clan, der über die Jahre mit den Forresters tief verwoben wurde. Mit der Einführung des Industriemoguls Massimo Marone (Joseph Mascolo) veränderte sich das Familiengeflecht radikal. Den Industrietitanen ergänzen seine frühere Geliebte Jackie Payne (Lesley-Anne Down) sowie ihr gemeinsamer Sohn Dominick Payne (Jack Wagner). Mit Nick und Brooke entstand außerdem ein äußerst beliebtes neues Liebespaar, doch kehrte Brooke am Ende wieder zu Ridge zurück. Die Marones verschwanden schließlich im Jahre 2012.
2006 kehrte die Logan-Familie in neuer (verjüngter) Besetzung zurück – Patrick Duffy als Stephen, Robin Riker als Beth, Jennifer Gareis als Donna, William DeVry als Storm von 2007 bis 2008 und Heather Tom als Katie – und gestaltet seither zentral das Seriengeschehen. Im Jahre 2008 erschien wiederum mit Bill Spencer Jr. (Don Diamont) ein neuer Titan der Geschäftswelt und belebte die schon vergessen geglaubte Spencer-Dynastie neu. Ihn ergänzen seine unehelichen Söhne Liam (Scott Clifton) und Wyatt (Darrin Brooks) sowie seine Nichte Caroline (Lynsey Godfrey). Nicht länger steht einzig Brooke Logan im Interesse der Männer L.A.s, ihre Tochter Hope Logan (Kim Matula von 2010 bis 2014 Folge 5725 – 6974) ist ebenfalls pausenlos Avancen der Spencer-Brüder ausgesetzt.
Im Juni 2017 ist Sheila Carter (gesch. Warwick) in US-Folge 7605 nach zwölf Jahren wieder zu Reich und Schön (The Bold and the Beautiful) zurückgekehrt. Sie war zuletzt im Jahre 2003 in der Serie zu sehen. Damals entführte sie gemeinsam mit einer Komplizin, namens Sugar, Ridge. Als Nick und Brooke ihn suchten und in einer Goldschmiede fanden, nahm sie die beiden auch als Geiseln. Als Massimo die drei fand, kam es zwischen Ridge, Sheila, Brooke und Dominik zu einem Showdown, wobei Ridge in den Backofen der Goldschmiede fiel. Kurzzeitig wurde er für tot gehalten, tauchte aber wieder lebend auf. Sheila floh daraufhin und verschwand. 2005 tauchte sie in der Serie Schatten der Leidenschaft wieder auf, um sich dort als Phyllis Summers (Michelle Stafford) plastisch umoperieren zu lassen, damit sie ihren Feinden in Genoa City das Leben schwer machen konnte. Anfang 2007 wurde sie von ihrer langjährigen Erzfeindin Lauren Fenmore (Tracy Bergman) erschossen und starb. Wie sie den Schuss damals überleben konnte, ist bisher nicht herausgekommen. Nun hielt man sie für die Täterin, als auf Eric Forresters neue Ehefrau Quinn Fuller (Rena Sofer) geschossen wurde. Doch es stellte sich heraus, dass Quinns Ex-Verlobter Deacon Sharpe die Schüsse aus Wut auf sie abgab; einerseits daher, weil sie ihn absichtlich ins Meer gestoßen hatte, als sie Liam Spencer (Scott Clifton) entführt hatte, damit Bill von der Entführung nichts erfahre. Ein weiterer Grund war, dass sie sich von ihm (Deacon) getrennt hatte und Eric heirate. Trotzdem wurde Sheila für ihre früheren Taten (Entführung von Ridge, Dominick und Brooke, Mordversuche an Stephanie Forrester, Taylor, Maggie Warwick) verhaftet, aber mittels Erics Einwilligung wieder freigelassen. Seither versucht sie, wieder Erics Ehefrau zu werden. Deshalb deckte sie eine Affäre zwischen Quinn und Ridge auf. Eric verzieh Quinn aber schließlich. Nun besticht Sheila einen Haustechniker, damit er sich an Quinn heranmache. Sie ließ ein Matriarchin-Porträt von ihr malen, welches Quinns ersetzen sollte. Ein solches Porträt hängt seit Stephanies Tod immer über dem Kamin in Erics Haus. Seit 2023 hängt Erics Portraitbild über den Kamin in der Forrester Villa und Quinns Portrait wurde zerschreddert.

## Hintergrund
Ursprünglich sollte Schöpfer William J. Bell, der schon u. a. für Springfield Story und Zeit der Sehnsucht schrieb, einen Ableger seiner Erfolgsserie Schatten der Leidenschaft (läuft seit 26. März 1973 in den USA) kreieren, denn diese lag seit Mitte der 1980er-Jahre stets auf den vorderen Rängen der Zuschauergunst. Doch mit der Zeit entwickelte Bell mit seiner Ehefrau, der Journalistin Lee Phillip Bell, schließlich in zweijähriger Arbeit einen eigenständigen Soap-Kosmos, der im Gegensatz zu allen anderen amerikanischen Seifenopern in einer realen Stadt spielen sollte: der Glamour-Metropole Los Angeles. Im Laufe der Jahre wurde durch mehrere Überschneidungen (Crossover) von Charakteren aus Reich und Schön doch noch eine Schwesternserie zu Schatten der Leidenschaft, obwohl einige Schauspieler in beiden Serien bereits verschiedene Rollen gespielt haben. Am 23. März 1987 feierte die Serie in den USA Premiere und ersetzte die Daily Soap Capitol (1982–1987), welche im gleichen Studio und mit teils gleicher Crew hergestellt wurde wie fortan Reich und Schön. Bradley Bell, Sohn der Seifenopern-Legende, schrieb seit der ersten Stunde mit seinem Vater an den Drehbüchern der Serie, bis er im Mai 1993 die alleinige Leitung des Autorenstabes als Headwriter übernahm und schließlich im Dezember 1995 Ausführender Produzent wurde. Somit führt Bell die Dynastie fort und verlieh Reich und Schön seine ganz persönliche Note. Seine Frau Colleen Bell arbeitet ebenfalls für die Serie, u. a. als Produzentin, und seine Schwägerin Shannon Bradley ist seit 2008 als Drehbuchschreiberin tätig.

## Ausstrahlungsgeschichte
Die lokalen Sender des US-Networks CBS strahlen The Bold And The Beautiful seit 23. März 1987 in aller Regel werktags um 13:30 Uhr aus, direkt anschließend an Schatten der Leidenschaft. In den ersten Jahren waren die Zuschauerzahlen nur mittelmäßig und man belegte nur den 8. Platz der Zuschauergunst bei den Daily Soaps, was der schlechteste Wert aller CBS-Soaps war. Die folgenden Jahre begann ein leichter Aufwärtstrend, aber erst das Seriencrossover mit Schatten der Leidenschaft um Sheila Carter sorgte dafür, dass man 1993 auf den 3. Platz der Einschaltquoten vorrückte. Ab Mitte/Ende der 1990er Jahre war man schließlich wiederholt sogar die zweit-meistgesehene Seifenoper, einen Titel den Reich und Schön seit dem Jahr 2000 nur noch an einer Handvoll Tagen verloren hat. Ab dem Jahr 2010 konnte die Serie ihre Zuschauergemeinde stabilisieren inmitten des allgemein stark sinkenden Umfeldes der Zuschauerzahlen, sodass diese sich wieder bei 3,5 bis knapp über 4 Millionen täglichen Zuschauern eingependelt hat.
Bereits kurz nach der Serienpremiere wurden die Serienrechte ein erstes Mal ins Ausland verkauft: Im Dezember 1987 begann ein knappes halbes Jahr nach den USA der internationale Siegeszug der Serie in Griechenland. In kürzester Zeit folgten die meisten europäischen Staaten, darunter auch Deutschland, und vor allem in Italien, der Schweiz und Frankreich wurde die Seifenoper ein großer Erfolg. Als weitere äußerst erfolgreiche Märkte für The Bold And The Beautiful erwiesen sich Südafrika und Australien. Im Laufe der 90er Jahre schalteten täglich schließlich bis zu 450 Millionen Zuschauer in über 100 Ländern der Welt auf 6 Kontinenten ein, um die Geschehnisse um die Forresters zu verfolgen. Seither fiel in einigen Ländern der letzte Vorhang, doch noch immer hält Reich und Schön mit Abstand den Titel als weltweit meistgesehene Daily Soap.
In Deutschland wurde die Serie erstmals im April 1988 unter dem Titel Fashion Affairs auf Tele 5 ausgestrahlt. Ab dem 2. Mai 1989 lief die Serie unter dem Titel Reich und Schön auch bei RTL plus. Während Tele 5 die Sendung im Oktober 1990 aus dem Programm nahm, strahlte RTL die Soap – abgesehen von einer siebenmonatigen Unterbrechung im Jahr 1991 – durchgehend bis Mai 2000 aus, bis sie im Zuge einer Umstrukturierung neben anderen Soaps wie Springfield Story, Zeit der Sehnsucht und Sunset Beach aus dem Programm genommen wurde, trotz durchschnittlicher Einschaltquoten von 0,70 Mio. und Marktanteilen bis zu 23,8 % (Gesamtschnitt 1996).
Im Januar 2002 fand Reich und Schön schließlich überraschend ein neues Zuhause im ZDF, wo die Serie zunächst montags bis freitags um 10:50 Uhr in Doppelfolgen ausgestrahlt wurde, beginnend mit Episode #2450 von Januar 1997. Später wechselte sie dann ins Nachmittagsprogramm (15:15 Uhr), doch aufgrund geringerer Einschaltquoten platzierte man Reich und Schön erneut im Vormittagsprogramm (nun ab 11:15 Uhr). Die einzig verbliebene US-Seifenoper im deutschen TV erreichte ein Publikum von zeitweise 1 Million und wurde zum Marktführer im Vormittagsprogramm. Nach einigen Sendepausen – zuletzt vom 30. Dezember 2008 bis zum 2. März 2010 – sanken die Zuschauerzahlen im ZDF auf 0,60 Mio., worauf das ZDF die Ausstrahlung am 4. Juni 2011 mit Episode #5992 vom Januar 2011 beendete. Wiederholungen im ZDF bereits zuvor gezeigter Folgen wurden im Juli 2010 freitags vormittags und von Oktober bis Dezember 2011 ab 6 Uhr früh auf ZDFneo gesendet.
Ab dem 1. September 2012 lief Reich und Schön wieder auf Tele 5. Begonnen wurde allerdings mit Episode #5000, deren Erstausstrahlung im ZDF schon einige Jahre zurückliegt.
Zunächst wurden ab 12:40 Uhr Fünffachfolgen ausgestrahlt; ab Jahresbeginn 2013 dann im Frühprogramm ab 6:25 Uhr. Die fünf Folgen vom Samstag wurden jeweils in der folgenden Woche einzeln von Montag bis Freitag ab etwa 6:25 Uhr wiederholt. Ab 9. Januar 2014 wurde die Serie immer montags bis freitags in Dreifachfolgen ab 13:45 Uhr ausgestrahlt. Dabei wurde nach Folge #5389 am 20. Januar wieder mit Folge #5000 am 21. Januar begonnen. Am 7. April 2014 wurde die Ausstrahlung beginnend mit Folge #4500 (aus dem Jahre 2005) bei noch älteren Folgen fortgesetzt. Tele 5 gab damals bekannt, die Serie bis mindestens Folge #5992 (entspricht der letzten im ZDF gezeigten) bis ins Jahr 2017 im Programm behalten zu wollen. Mit 6. Oktober 2014 verschob der Sender die Ausstrahlung in die frühen Morgenstunden. Die Sendetermine waren ab diesem Zeitpunkt unregelmäßig und umfassten montags bis samstags sowie ab November 2014 manchmal auch sonntags je ein bis vier Episoden am Stück in der Zeit zwischen 4:15 Uhr und 6:50 Uhr. Samstags wurden meist fünf Folgen bis 7:00 Uhr ausgestrahlt. Folge #5992 wurde bereits am 9. März 2016 erreicht. Am 10. März wurde mit Folge #5390 fortgesetzt, bis die Ausstrahlung mit Folge #5746 am 3. September 2016 beendet wurde.
In Österreich strahlte der Sender ORF 2 (zuletzt Montag – Freitag, 13:40 Uhr – 14:25 Uhr) die Serie über 10 Jahre aus, ehe am 31. Mai 2007 der Privatsender ATV die Soap mit Episode #4451 übernahm, aber im Oktober 2007 nach Verlegung ins Vorabendprogramm mit Episode #4650 wieder beendete.
Am 4. Januar 2019 wurde in den USA die 8.000. Folge ausgestrahlt.

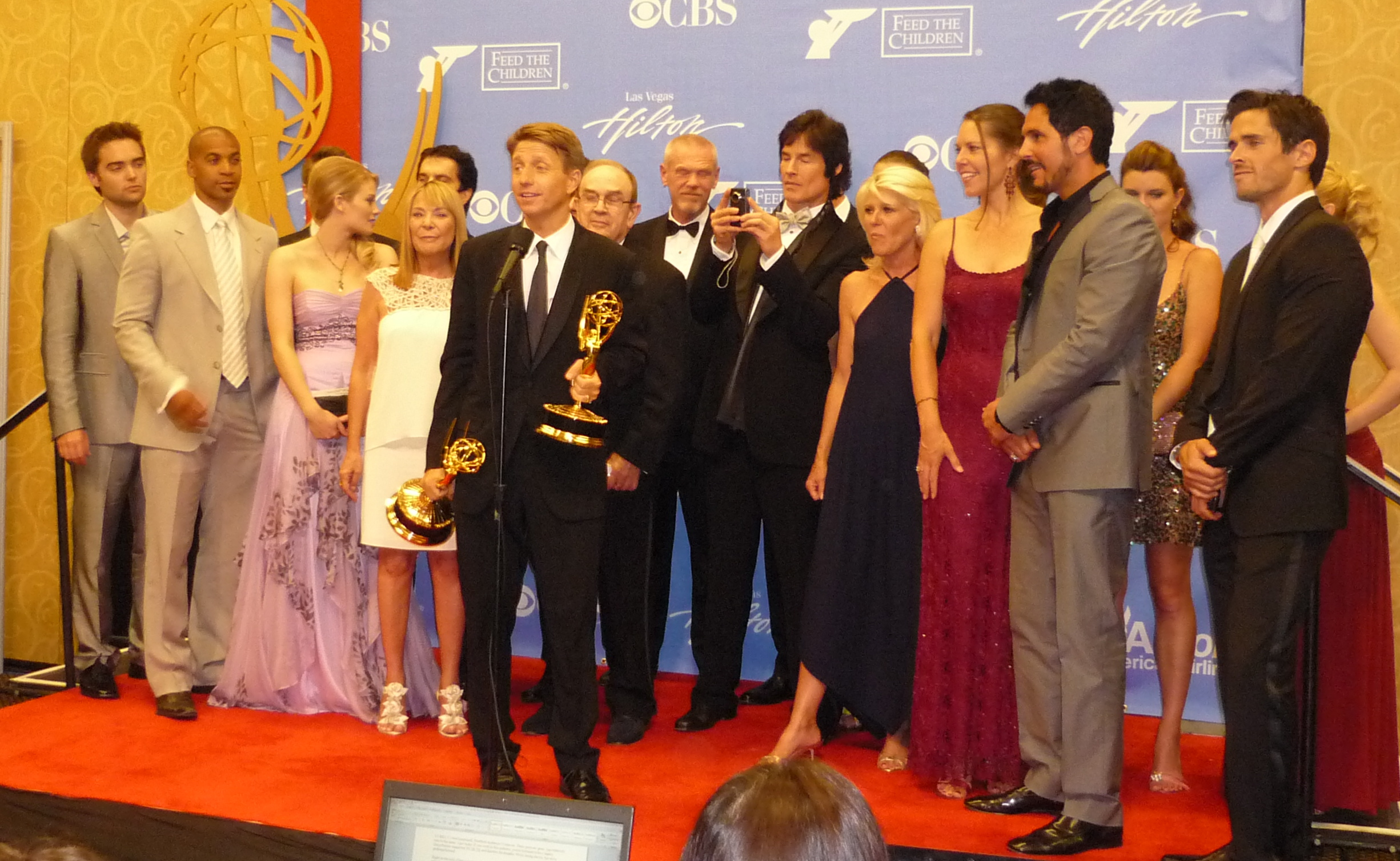
Besetzung und Crew von Reich und Schön bei den Daytime Emmy Awards 2010

Ab dem 5. September 2022 werden auf dem deutschsprachigen Bezahlfernsehsender Warner TV Serie neue Folgen in deutscher Erstausstrahlung zu sehen sein. Die Ausstrahlung beginnt mit Folge 7800 aus Staffel 31. Die Serie wird montags bis freitags in Doppelfolgen ab 11:40 Uhr gesendet. Mit Folge 7979 endete jedoch die Ausstrahlung am 13. Januar 2023 bereits schon wieder. Als Grund nannte der Sender mangelndes Zuschauerinteresse.
Am 18. April 2023 wurde in den USA auf dem Original Sender CBS die 9.000 Jubiläumsfolge von Reich und schön ausgestrahlt. Am Ende der Jubiläumsfolge gab es über den Strandhaus der Spencer Familie ein großes Feuerwerk, indem es auch ein weißes Feuerwerk gab, welches die Zahl 9000 in den Himmel schoss, als Symbol für 9.000 Folgen R&S. Damit ist Reich und schön nach Schatten der Leidenschaft mit mittlerweile über 12.500 Folgen die längste und populärste tägliche Soap Opera auf der ganzen Welt.
Seit März 2024 werden auf der Streaming App Pluto.tv. die damals gezeigten Folgen, die auf dem Sender Warner TV Serie von (Folge 7800–7979) dort liefen nonstop gezeigt. Ob bald auch die fehlenden Folgen in deutscher Erstausstrahlung von 5993–7799 von (Feb. 2011 – März 2018) und ab 7980–8305 von (Dez. 2018 – Juni 2024) (Stand: 28. Juni 2024) auch noch in deutscher Sprache nachsynchronisiert und ausgestrahlt werden, ist noch abzuwarten.

## Synchronisation
Die deutsche Synchronisation der ersten 5992 Folgen, erfolgte durch die Firma Cinema Factory GmbH in München. Dialogregie führten unter anderem Erik Schumann, Uschi Wolff, Manfred Mayr-Haug, Inez Günther, Cornelius Frommann nach Dialogbüchern von Oliver Blank, Daniela Arden, Inez Günther, Stefan Sidak und anderen.
Mit Beginn der Ausstrahlung durch Warner TV Serie im Jahr 2022 ab Folge 7800 wurde die The Kitchen Germany GmbH in Karlsruhe als neues Synchronstudio beauftragt und demnach erhielten sämtliche Rollen neue Synchronsprecher.

## Besetzung
| Rollenname                        | Schauspieler             | Hauptrolle Jahr(e)   | Nebenrolle Jahr(e)   | Deutsche Synchronstimme                                                                |
| --------------------------------- | ------------------------ | -------------------- | -------------------- | -------------------------------------------------------------------------------------- |
| Stephanie Forrester               | Susan Flannery           | 1987–2012            |                      | Eva Pflug Heidi Treutler                                                               |
| Eric Forrester                    | John McCook              | 1987–                |                      | Fred Maire Harald Dietl Michael Gahr Reinhard Brock                                    |
| Brooke Logan Forrester            | Katherine Kelly Lang     | 1987–                |                      | Marina Köhler Lisa Schlegel (2022, Episode 7800–)                                      |
| Ridge Forrester                   | Ronn Moss Thorsten Kaye  | 1987–2012 2012–      |                      | Walter von Hauff Dirk Emmert (2022, Episode 7800–)                                     |
| Caroline Spencer Forrester        | Joanna Johnson           | 1987–1990            |                      | Bettina Kenter                                                                         |
| Clarke Garrison                   | Daniel McVicar           | 1987–1992, 1996–2005 | 2005–2007, 2009–2011 | Hans-Georg Panczak Michael Schwarzmaier                                                |
| Dr. Taylor Hamilton Hayes         | Hunter Tylo              | 1990–2002, 2005–2013 | 2004, 2014           | Gundula Liebisch Marietta Meade Elisabeth Günther Tanja Götemann (2022, Episode 7800–) |
| Thorne Forrester                  | Winsor Harmon            | 1996–2013            | 2014                 | Stephan Rabow Mike Carl                                                                |
| Amber Moore                       | Adrienne Frantz          | 1997–2005, 2010–2012 |                      | Shandra Schadt                                                                         |
| Dominick Marone                   | Jack Wagner              | 2003–2012            |                      | Martin Umbach Philipp Moog Marcus Off                                                  |
| Dr. Bridget Forrester             | Ashley Jones             | 2004–2011            | 2012, 2013           | Nina Kapust Natascha Geisler Angela Wiederhut                                          |
| Jacqueline Marone Knight          | Lesley-Anne Down         | 2003–2012            |                      | Katharina Lopinski                                                                     |
| Steffy Forrester Spencer (#2)     | Jacqueline MacInnes Wood | 2008–2013, 2015–     | 2015                 | Farina Brock                                                                           |
| Rick Forrester                    | Kyle Lowder              | 2007–2011            |                      | Marc Stachel                                                                           |
| Katie Logan Spencer (#2)          | Heather Tom              | 2007–                |                      | Solveig Duda Michelle Brubach (2022, Episode 7803–)                                    |
| Donna Logan Forrester Barber (#2) | Jennifer Gareis          | 2006–                |                      | Simone Brahmann                                                                        |
| Pamela Douglas                    | Alley Mills              | 2008–                |                      | Angelika Bender                                                                        |
| Owen Knight                       | Brandon Beemer           | 2008–2012            |                      | Johannes Raspe                                                                         |
| Marcus Forrester Barber           | Texas Battle             | 2008–2012            |                      | Benedikt Weber                                                                         |
| Justin Barber                     | Aaron D. Spears          | 2009–2011            | 2012–2012, 2014      | Matthias Klie                                                                          |
| Bill Spencer Jr.                  | Don Diamont              | 2009–                |                      | Oliver Mink                                                                            |
| Whip Jones                        | Rick Hearst              | 2002, 2009–2012      |                      | Jacques Breuer Claus-Peter Damitz                                                      |
| Agnes Jones                       | Sarah Brown              | 2009–2011            |                      | Claudia Lössl                                                                          |
| Thomas Hamilton Forrester (#2)    | Adam Gregory             | 2010–2013            | 2014                 | Roman Wolko                                                                            |
| Hope Logan Forrester              | Kimberly Matula          | 2010–2014            |                      | Gabrielle Pietermann Veronique Weber (2022, Episode 7800–)                             |
| Liam Cooper Spencer               | Scott Clifton            | 2010–                |                      | Patrick Roche Markus Schultz (2022, Episode 7800–)                                     |
| Oliver Jones                      | Zack Conroy              | 2010–2012            | 2013                 | Benedikt Gutjan                                                                        |
| Stephen Logan                     | Patrick Duffy            | 2006, 2007–2008      | 2009–2011            | Hans-Jürgen Dittberner Ulrich Frank                                                    |

## Produktion
Das Arbeitspensum der „Reich und Schön“-Crew umfasst rund 250 Folgen à 20 Minuten Länge pro Jahr. Produktionsstandort ist das Gelände der CBS Television City im Zentrum von Los Angeles unweit des berühmten Hollywood Boulevards, wo die Serie Soundstage 31 belegt. Hier wird normalerweise von Montag bis Freitag, von 8.30 Uhr bis 18.00 Uhr, fast 50 Wochen im Jahr an den Episoden der Serie gearbeitet. Wenn aufwendige Szenen wie eine Hochzeit oder eine Modenschau anstehen, kann ein Drehtag aber auch weit bis in die Nacht reichen. Im Zuge von Budgeteinsparungen optimierte man im Jahr 2005 den Produktionsablauf, worauf in vier Tagen eine volle Serienwoche aufgezeichnet wurde. Inzwischen werden sogar zwei Folgen pro Tag aufgezeichnet. Dies erleichtert die Vorarbeiten für die großen Studio-Ferien, denn zwischen Weihnachten und Neujahr sowie Ende Juli bis Anfang August schließen die Studiotore für mehrere Wochen ihre Pforten. Die jeweiligen Episoden werden vier bis fünf Wochen vor ihrer Ausstrahlung auf CBS aufgezeichnet. Anschließend wird jede Folge geschnitten und mit Soundeffekten und Musik unterlegt, was nochmals sieben bis zehn Tage in Anspruch nimmt. Der Stab der Serie umfasst inklusive des technischen Personals und der Post-Produktion circa 75 Personen. Hinter den Kameras arbeiten ein meist fünfköpfiges Regie-Team und ein halbes Dutzend Autoren, damit die knapp 20 Stammschauspieler immer optimal in die Serienhandlung einbezogen werden. Die Produktionsfirma Bell-Phillip Television Productions Inc. ist ein Familienunternehmen und auch ein großer Teil der Crew arbeitet schon seit über zehn Jahren, wenn nicht gar seit der Serienpremiere für Reich und Schön.
Die Titelmusik, High Upon This Love, wurde von Jack Allocco und David Kurtz geschrieben. In früheren Folgen der Soap wurde eine von Dionne Warwick gesungene Version der Titelmusik während des Abspanns gespielt.
Die Serie wird seit 7. September 2011 (US-Ausstrahlung) im Bildformat 16:9 und in HDTV produziert. Es war eine der letzten bis dahin noch im 4:3-Standardformat produzierten US-Serien.

## Vorspann
Die Serienschöpfer William J. Bell und Lee Phillip Bell beauftragten den Grafikdesigner Wayne Fitzgerald, zu dessen Repertoire die Eröffnungssequenzen diverser Hollywood-Filme wie Chinatown, Basic Instinct, die Saga Der Pate gehören. Sein bekanntestes Werk war wohl der signifikante Vorspann für die Primetime-Soap Dallas. Auch für Reich und Schön schuf Fitzgerald eine identitätsstiftende Eröffnungssequenz: Von einem Fotografen eingeleitet, wechseln sich in schnellen Schnitten wie bei einem Fotoshooting Aufnahmen von Models und den Hauptdarstellern der Serie ab, bis am Ende eine Stoffrolle als Serienlogo den Bildschirm füllt. Das Konzept war so genial, dass der Vorspann in mehr oder weniger gleicher Art für über 17 Jahre alltäglich den Beginn von Reich und Schön einleitete. Im Jahr 1988 wurde die Eröffnungssequenz dann auch mit einem Daytime Emmy bedacht.
In den Anfangsjahren dauerte der Vorspann stets 30 Sekunden. 1996 verlängerte man ihn auf 40 Sekunden, doch Ende der 1990er Jahre führte man in den USA zugleich eine kurze Version mit 20 Sekunden Länge ein. In Deutschland wurde aber seit jeher immer nur die Standardversion ausgestrahlt. In Deutschland lief zunächst die original US-Version mit dem Titel The Bold And The Beautiful, bis im Laufe der 1. Staffel die erste deutsche Variante mit dem damaligen Titel Fashion Affairs auf Tele 5 entstand. Erst im Zuge von Staffel 2 und dem Wechsel der Serie zu RTL hielt der Schriftzug „Reich und Schön“ auch im Vorspann Einzug. 1998 entstand mit High Upon This Love eine Vertonung der Titelmelodie, gesungen von Dionne Warwick, welche von 1998 bis 1999 auch im Serienabspann genutzt wurde – jedoch nicht in Deutschland.
Im Juli 2004 feierte in den USA wiederum der erste völlig überarbeitete Vorspann seit der Serienpremiere 1987 Premiere, der jedoch seine Anleihen am Original und der Titelmusik nahm. Der Vorspann beginnt mit dem Cover eines Modemagazins, worauf das Model der Titelseite vor der Kamera des Fotografen gezeigt wird, bevor in der Kameralinse das neue Logo „B&B“ – Akronym des US-Serientitels – zu sehen ist, was die Aufnahmen der Darsteller einleitet und mit dem Zoom auf das „B&B“-Logo, erneuten Model-Aufnahmen endet und schließlich das Serienlogo einleitet. Eine Besonderheit ist, dass seither die Rollennamen bei den Bildern eingeblendet werden und im Januar 2005 wurden sogar die Namen der Darsteller hinzugefügt. In den USA existieren drei Varianten: Die lange Standardversion à 40 Sekunden, eine verkürzte Version mit 30 Sekunden Länge und die 10-sekündige Variante, welche nur aus Aufnahmen des Models und des Fotografen besteht. 2005 erhielt Graphikdesignerin Suzanne Kiley für ihre Vorspann-Kreationen den Daytime Emmy.
Im Februar 2011 wurde schließlich erneut der Vorspann gewechselt. Der Vorspann wurde von CBS Digital produziert. Kernelement ist nun eine Modenschau, bei welcher alle unter Vertrag stehenden Schauspieler (Haupt- und Nebenrollen) in Bewegtbildern gezeigt werden. Die Darsteller werden dabei vor einem Bluescreen gefilmt, da der Vorspann komplett digital erstellt ist. Auch von diesem Vorspann gibt es eine kurze 10-sekündige Variante ohne Darsteller sowie die reguläre Version mit 40 Sekunden. Die Titelmelodie wurde ebenfalls neu vertont, aber an die ursprüngliche Version angelehnt. Für die Jubiläumsfolge 7000 gab es extra eine Spezialmusik, die wie die aktuelle Titelmelodie klang, allerdings etwas moderner und rockiger. Seit der Folge 7.550, die am 23. März 2017 auf CBS ausgestrahlt wurde, ist wieder die ursprüngliche Version des Vorspannes, welche bereits von 1987 bis Frühjahr 2004 gezeigt wurde, zu sehen. Im Vorspann werden wie in den ersten 17 Jahren wieder Porträtfotos der Schauspieler an verschiedenen Orten gezeigt. Die Musik ist im Gegensatz zu damals moderner vertont. Im 30. Jubiläumsjahr wurde im englischen Original-Vorspann bei der Schrift von „The BOLD and the Beautiful“ bei „BO“ die Jubiläumszahl der Serie (30) in goldener Farbe eingefügt.

## DVD-Veröffentlichungen
Das Label Fernsehjuwelen begann am 29. April 2011 mit der Veröffentlichung auf DVD beginnend mit Kapitel 1; es werden stets 25 in einer Box veröffentlicht. Inzwischen sind 12 Boxen und somit die ersten 350 Kapiteln auf DVD erschienen – mehr als in jedem anderen Land weltweit.

## Buch-Veröffentlichungen
Bisher wurden drei Bücher zur Serie veröffentlicht, zwei im Stil von Enzyklopädien (und nur in den USA erhältlich) und ein Bildband:
1996 erschien The Bold And The Beautiful: A Tenth Anniversary Celebration im Verlag HarperCollins. Robert Waldron, damals Autor bei diversen Soap-Opera-Magazinen, beleuchtet die Entstehungsgeschichte der Serie und listet Biografien zu Autoren, Produzenten und Darstellern auf. Außerdem gibt es Einblicke hinter die Kulissen und die diversen Modenschauen der Serie werden bebildert. Kernelement des Buchs sind Inhaltsangaben zu den ersten 10 Staffeln.
2007 veröffentlichte die Produktionsgesellschaft im Eigenvertrieb über die offizielle Website The Bold and The Beautiful – In Celebration of 20 Years on Television. Publizistin Eva Demirjan bebildert in diesem Coffeetable-Buch die diversen Modenschauen, Außendrehs sowie die Menschen hinter der Serie. Das Seriengeschehen der ersten 10 Jahren wird kurz zusammengefasst, worauf ausführlich die späteren Serienstaffeln dargestellt werden, wie dies bereits im ersten Buch getan wurde.
Das 2013 bei Sourcebooks veröffentlichte Becoming Bold and Beautiful – 25 Years of Making the Most Popular Daytime Soap Opera ist ein Bildband mit einigen wenigen Textrubriken.
Die Autoren/Publizisten David Gregg und Adrián Avilés haben über 200 großformatige Fotos der Darsteller und bedeutender Serienmomente zusammengestellt, wobei der Fokus auf den Jahren 2010 bis 2013 liegt.
Dies war das erste Buch, welches auch in Deutschland und in deutscher Sprache erhältlich ist. Verlegt wurde es von der DVD-Vertriebsgesellschaft Fernsehjuwelen.

## Auszeichnungen

### Daytime Emmy Awards

#### Beste Serie
- 2009 „Beste Drama Serie“
- 2010 „Beste Drama Serie“
- 2011 „Beste Drama Serie“

#### Drehbuch
- 2010 Head-Writer Bradley Bell, Michael Minnis, Kay Alden

#### Regie
- 2011, geteilt mit Schatten der Leidenschaft
- 2013

#### Schauspieler
- 1997 Nebendarsteller: Ian Buchanan (Dr. James Warwick)
- 2000 Hauptdarstellerin: Susan Flannery (Stephanie Douglas Forrester)
- 2001 Jungschauspieler: Justin Torkildsen (Rick Forrester)
- 2001 Jungschauspielerin: Adrienne Frantz (Amber Moore Forrester)
- 2002 Jungschauspielerin: Jennifer Finnigan (Bridget Forrester Sharpe)
- 2002 Hauptdarstellerin: Susan Flannery (Stephanie Douglas Forrester)
- 2003 Jungschauspielerin: Jennifer Finnigan (Bridget Forrester)
- 2003 Hauptdarstellerin: Susan Flannery (Stephanie Douglas Forrester)
- 2004 Jungschauspielerin: Jennifer Finnigan (Bridget Forrester)
- 2010 Jungschauspieler: Drew Tyler Bell (Thomas Forrester)
- 2011 Nebendarstellerin: Heather Tom (Katie Logan)
- 2011 Nebendarsteller: Scott Clifton (Liam Spencer)
- 2012 Hauptdarstellerin: Heather Tom (Katie Logan Spencer)
- 2013 Hauptdarstellerin: Heather Tom (Katie Logan Spencer)
- 2013 Nebendarsteller: Scott Clifton (Liam Spencer), geteilt mit Billy Miller (Billy Abbott, Schatten der Leidenschaft)

## Trivia
- Susan Flannery, welche die Rolle der Stephanie Forrester spielte, kann auf eine über 30-jährige Karriere im Daily-Soap Geschäft zurückblicken. Bereits vor ihrer Rolle in Reich und Schön, welche sie seit 1987 spielte, war sie von 1966 bis 1975 als Dr. Laura Spencer Horton in Zeit der Sehnsucht zu sehen.
- Patrick Duffy, in der Rolle des Stephen Logan, wurde vor allem in den 1980er-Jahren als Bobby Ewing in der Fernsehserie Dallas bekannt.
- Brandon Beemer, Kyle Lowder und Hunter Tylo, welche die Rollen Owen, Rick und Taylor spielen, waren zuvor ebenfalls in Zeit der Sehnsucht zu sehen. Die Frau von Lowder, Arianne Zucker, ist seit 1998 eine Darstellerin bei Zeit der Sehnsucht.